# Анте Блажевич
Анте Блажевич (на хърватски: Ante Blažević) е хърватски футболист, който играе на поста десен бек.

## Кариера
На 20 юли 2020 г. Блажевич става играч на Железничар (Сараево). Дебютира на 1 август при победата с 3:0 като домакин на Вележ (Мостар).

### Левски (София)
На 28 май 2022 г. Анте е обявен за ново попълнение на Левски (София). Прави дебюта си на 9 юли при загубата с 1:0 като гост на ЦСКА 1948.

## Национална кариера
Анте преминава през всички юношески национални формации на родината си.